# Michael Lenihan
Michael Lenihan OFM (ur. 22 września 1951 w Abbeyfeale) – irlandzki duchowny rzymskokatolicki działający w Hondurasie, w latach 2012–2023 biskup La Ceiba, arcybiskup metropolita San Pedro Sula od 2023.

## Życiorys
Święcenia kapłańskie przyjął 12 sierpnia 1980 w zakonie franciszkańskim. Po święceniach został ojcem duchownym kolegium Multyfarnham, a dwa lata później objął obowiązki wikariusza w Wesford. Od 1984 pracował na terenie Ameryki Łacińskiej, głównie w charakterze duszpasterza zakonnych parafii i gwardiana miejscowych konwentów. W latach 2004–2008 był definitorem honduraskiej prowincji franciszkanów, a w latach 2001-2009 wikariuszem generalnym diecezji Comayagua.
30 grudnia 2011 został mianowany biskupem nowo powstałej diecezji La Ceiba. Sakry biskupiej udzielił mu 11 lutego 2012 kard. Oscar Andrés Rodríguez Maradiaga.
26 stycznia 2023 papież Franciszek mianował go pierwszym metropolitą archidiecezji San Pedro Sula. Ingres odbył się 11 marca 2023.